# Матерухін Олександр Іванович
Олександр Іванович Матерухін (17 жовтня 1981, м. Київ, СРСР) — український хокеїст, лівий нападник. Майстер спорту міжнародного класу.

## Кар'єра
Хокеєм займається з 1987 року, перший тренер — Лубнін. Виступав за команди «Сокіл-2» (Київ), «Акаді-Батхерст», «Де-Мойн Баккенієрс», «Ричмонд Ренегейдс» (ECHL), «Луїзіана Айс-Гейторс» (ECHL), «Х'юстон Аерос» (АХЛ), «Пенсакола Айс-Пайлотс» (ECHL), «Хімволокно» (Могильов), «Юність» (Мінськ), «Донбас» (Донецьк).
У складі національної збірної України учасник чемпіонатів світу 2006, 2007, 2008 (дивізіон I), 2010 (дивізіон I) і 2011 (дивізіон I). У складі молодіжної збірної України учасник чемпіонату світу 2000. У складі юніорської збірної України учасник чемпіонату світу 1999.

## Досягнення
- Чемпіон Білорусі (2009, 2010, 2011)
- Володар Кубка Білорусі (2009, 2010)
- Володар Континентального кубка (2011).

Нагороди
- Найкращий хокеїст України (2011)[1].